# Luís Carlos Almada Soares
Luís Carlos Almada Soares (Praia, Cabo Verde, 16 de abril de 1986), también conocido como Platini, es un futbolista caboverdiano. Juega de centrocampista y su actual equipo es el CSM Politehnica Iași de la Liga I de Rumania.
Comenzó a jugar a fútbol en su país natal en el Sporting Clube da Praia, ya en el año 2008 empezó a jugar en diversos equipos de Portugal, sin llegar a jugar en la máxima categoría. En el año 2013 su fue a jugar al Omonia de Chipre que estuvo una temporada y en 2014 el CSKA Sofia de Bulgaria. En 2015 es contratado por el Al-Ittihad de Egipto.

## Selección nacional
Es internacional con la selección de fútbol de Cabo Verde, ha jugado 27 partidos internacionales y anotado un gol. Jugó la Copa Africana de Naciones 2013 donde le hizo un gol a la selección de Marruecos.